# Diocesi di Zeugma di Siria
La diocesi di Zeugma di Siria (in latino Dioecesis Zeugmatensis in Syria) è una sede soppressa del patriarcato di Antiochia e una sede titolare della Chiesa cattolica.

## Storia
Zeugma di Siria, identificabile con Balkis nei pressi della città di Gaziantep in Turchia, è un'antica sede episcopale della provincia romana della Siria Eufratense nella diocesi civile d'Oriente. Faceva parte del patriarcato di Antiochia ed era suffraganea dell'arcidiocesi di Gerapoli, come attestato da una Notitia episcopatuum del VI secolo.
La comunità cristiana di Zeugma ebbe il suo periodo di maggior fulgore fra IV e V secolo; i suoi vescovi parteciparono alle principali assisi ecumeniche dell'epoca, ed un membro della curia municipale, Publio, edificò sulle montagne circostanti un monastero di anacoreti. La conquista araba della regione (prima metà del VII secolo) mise in fuga tutti i funzionari bizantini, vescovi compresi. Tuttavia, la comunità cristiana non scomparve: le fonti documentano la presenza di almeno dodici vescovi giacobiti tra il IX e l'XI secolo. All'epoca delle crociate, Zeugma era ridotta in rovina.
Dal XIX secolo Zeugma di Siria è annoverata tra le sedi vescovili titolari della Chiesa cattolica; la sede è vacante dal 18 novembre 2020. Fino al 1933, anno dell'istituzione della sede titolare di Zeugma di Mesopotamia, Zeugma di Siria era chiamata semplicemente Zeugma.

## Cronotassi

### Vescovi greci
- Basso † (prima del 325 - dopo il 341)
  - Antonio † (menzionato nel 344) (vescovo ariano)
- Sabiniano † (menzionato nel 363)
- Aftonio † (fine IV secolo)
- Eliade † (prima del 431 - dopo il 433)
- Evocrio (o Evorcio) † (prima del 448 - dopo il 458)
- Sabino † (V secolo)[4]
- Giuliano † (menzionato nel 553)[5]

### Vescovi titolari
- Raffaele Rossi † (18 marzo 1895 - 8 luglio 1895 succeduto vescovo di Bova)
- John Murphy Farley † (18 novembre 1895 - 15 settembre 1902 nominato arcivescovo di New York)
- Libert Hubert John Louis Boeynaems, SS.CC. † (6 aprile 1903 - 13 maggio 1926 deceduto)
- Pierre-Sylvain Valentin, M.E.P. † (16 novembre 1926 - 11 aprile 1946 nominato vescovo di Kangding)
- John Joseph McEleney, S.I. † (3 febbraio 1950 - 29 febbraio 1956 nominato vescovo di Kingston)
- Joseph Michael Schmondiuk † (20 luglio 1956 - 14 agosto 1961 nominato eparca di Stamford)
- Dionisio Borra † (2 settembre 1963 - 7 gennaio 1972 deceduto)
- Iwannis Louis Awad † (17 maggio 2003 - 18 novembre 2020 deceduto)